# Neil L. Andersen
Neil Linden Andersen  (Logan, Utah, 9 de agosto de 1951) é um religioso estadunidense. 
É um apóstolo de A Igreja de Jesus Cristo dos Santos dos Últimos Dias, membro do Quórum dos Doze Apóstolos.

## Biografia
Andersen nasceu em Logan, Utah e cresceu em Pocatello, Idaho. Aos 19 anos, serviu na França como missionário para a Igreja. Depois de sua missão, ele se formou na Universidade Brigham Young e obteve um mestrado em Administração de Empresas pela Universidade de Harvard em 1977. Mais tarde, ele viveu e trabalhou em Tampa, Flórida, onde trabalhou como vice-presidente do Morton Plant Hospital.
Em abril de 2009, Andersen foi chamado pelo presidente da Igreja Thomas S. Monson para preencher a vaga no Quórum dos Doze Apóstolos, com a morte de Joseph B. Wirthlin, em dezembro de 2008.
Andersen é casado desde 1975 com Kathy Sue Williams, e são os pais de quatro filhos.